# Volon
Volon település Franciaországban, Haute-Saône megyében. Lakosainak száma 57 fő (2022. január 1.). Volon Francourt, Brotte-lès-Ray, Lavoncourt, Renaucourt és Roche-et-Raucourt községekkel határos.

## Népesség
A település népessége az elmúlt években az alábbi módon változott:
| Lakosok száma | 66   | 62   | 61   | 60   | 59   | 57   | 56   | 54   | 57   |
|               | 2013 | 2015 | 2016 | 2017 | 2018 | 2019 | 2020 | 2021 | 2022 |